# Jarkko Määttä

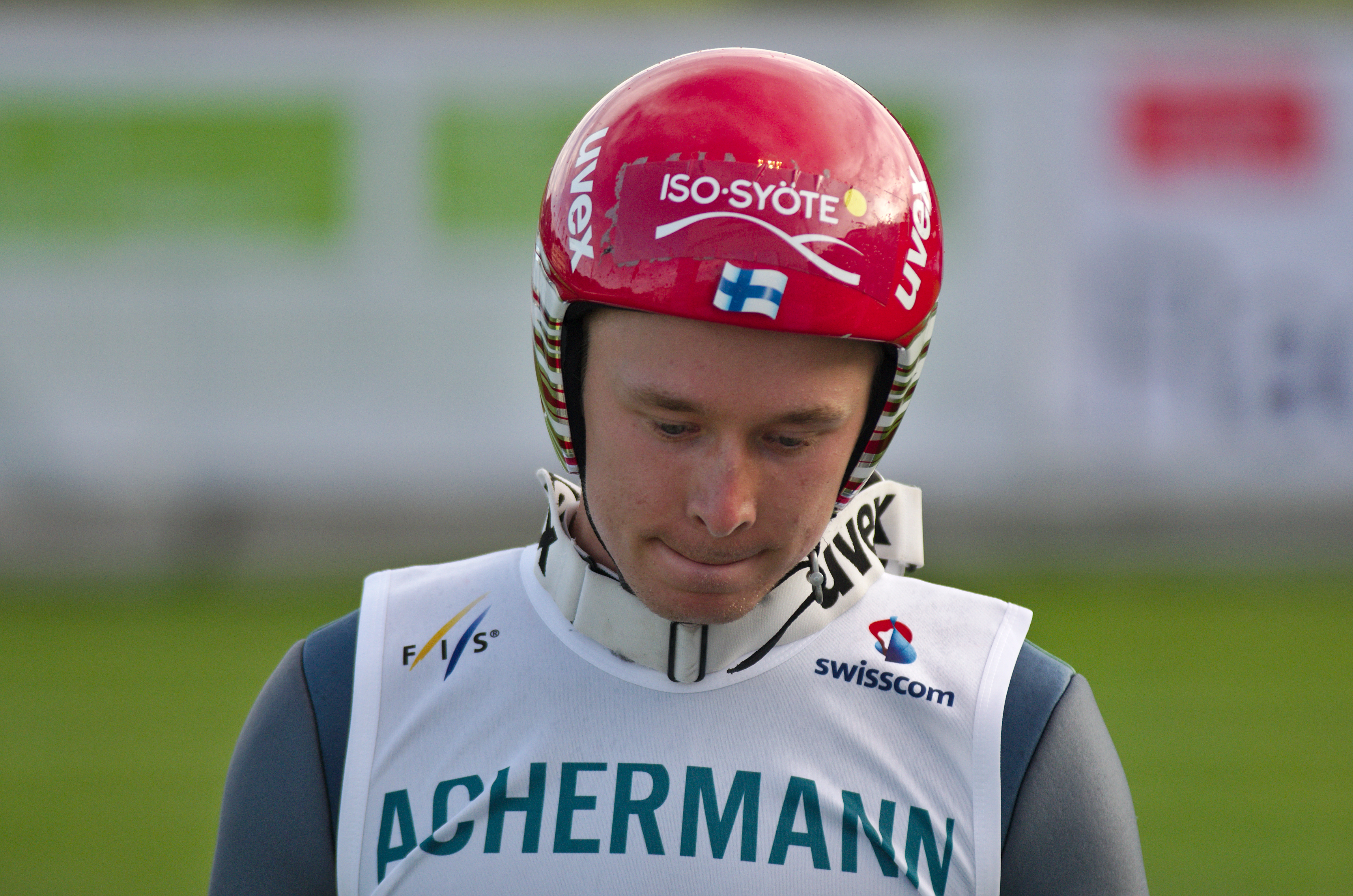
Jarkko Määttä

Jarkko Määttä, född 28 december 1994 i Idensalmi, är en finsk backhoppare. Han har tävlat för Kainuun Hiihtoseura.
Määttä debuterade i världscupen i november 2010. Hans bästa resultat är en 8:e plats i Lahtis. Määttä hoppade också i OS 2014 och OS 2018.